# Odd Thomas: cazador de fantasmas (película)
Odd Thomas (titulada Odd Thomas: cazador de fantasmas en Hispanoamérica) es una película de suspenso estadounidense de 2013 basada en la novela homónima de Dean Koontz, escrita, dirigida y coproducida por Stephen Sommers y protagonizada por Anton Yelchin, Willem Dafoe y Addison Timlin.
Se estrenó el 16 de abril de 2013 en el River Bend Film Festival y el 28 de febrero de 2014 en Estados Unidos.
En España el 29 de enero de 2014 en DVD.

## Sinopsis
Odd Thomas vive en Pico Mundo, un pequeño pueblo de California, y es, a ojos de todo el mundo, un chico un poco raro pero al fin y al cabo normal. Tiene a su preciosa novia de toda la vida y un trabajo simple como cocinero en una cafetería, sin embargo Odd guarda un secreto: puede ver a los espíritus de muertos que no han cruzado al otro lado. Emplea este don, heredado de su madre, para ayudarlos a avanzar y para ayudar al sheriff Porter a resolver asesinatos. 
Pero una mañana como cualquier otra en Pico Mundo, Odd ve a una exagerada multitud de lo que él llama "acechones", espíritus del mal que se regodean con el dolor ajeno y cuya presencia significa la inminencia de actos violentos y de muerte. Tal cantidad de estos seres solo puede indicar una cosa: una gran desgracia va a ocurrir en Pico Mundo, y Odd Thomas es el único que puede evitarla. 
Junto a su novia Stormy y al sherif Porter tratará de impedir la inminente catástrofe.

## Reparto

### Personajes principales
| Actor             | Personaje                                                      | Descripción |
| ----------------- | -------------------------------------------------------------- | --- |
| Anton Yelchin [†] | Odd Thomas                                                     | Cocinero, médium y protagonista de la historia. |
| Addison Timlin    | Stormy Llewellyn                                               | Novia de Odd desde que una máquina pitonisa en una feria les dijo que estaban predestinados a estar juntos. Su verdadero nombre es Bronwen y trabaja en una heladería. |
| Willem Dafoe      | Sheriff Wyatt Porter                                           | Jefe de la policía de Pico Mundo y uno de los pocos en saber el secreto de Odd, en cuyos poderes confía plenamente.                                                    |
| Gugu Mbatha-Raw   | Viola "Vi" Peabody                                             | Camarera en la cafetería donde trabaja Odd y madre adoptiva de 2 niñas, Levanna y Nicolina                                                                             |
| Shuler Hensley    | Robert Robertson, conocido como Bob el hongo o el hombre hongo | Hombre siniestro y con el pelo extrañamente teñido que llega a Pico Mundo atrayendo gran cantidad de acechones.                                                        |
| Nico Tortorella   | Simon Varner                                                   | Agente de policía. Odd no le cae muy bien. |
| Kyle McKeever     | Bern Eckless                                                   | Agente de policía. Sale con Lysette. |

### Personajes secundarios
- Patton Oswald como Ozzie Boone, el dueño de la cafetería donde trabajan Odd y Viola
- Melissa Ordway como Lysette Spinelli, amiga del instituto de Odd y Stormy
- Matthew Page como Harlo Landerson, un asesino encubierto
- Mose Bicknel como Kevin Goss
- Ashley Sommers como Penny Kalisto, joven niña muerta que consigue avanzar gracias a Odd
- Arnold Vosloo como Tom Jedd

## Estrenos mundiales
| País          | Fecha                         |
| ------------- | ----------------------------- |
| Hungría       | 18 de junio de 2013 (en DVD)  |
| Filipinas     | 17 de julio de 2013           |
| Finlandia     | 2 de agosto de 2013           |
| Bélgica       | 28 de agosto de 2013          |
| Canadá        | 21 de octubre de 2013         |
| Irlanda       | 26 de octubre de 2013         |
| Francia       | 22 de noviembre de 2013       |
| Alemania      | 10 de diciembre de 2013 (DVD) |
| Japón         | 10 de enero de 2014           |
| Inglaterra    | 3 de febrero de 2014          |
| Noruega       | 26 de febrero de 2014         |
| Suecia        | 7 de mayo de 2014             |
| Corea del Sur | 27 de agosto de 2014          |
| Italia        | 23 de julio de 2015           |

## Recepción
Tuvo muchas críticas negativas.
En la página web Rotten Tomatoes tuvo una puntuación de 5,2/10 basado en la opinión de 41 críticos y un 34% de "podrido" en la encuesta; sin embargo opinaron que Anton Yelchin era el actor perfecto para encarnar a Odd Thomas.
En la página Metacritic se puntuó con un 45/100 basado en la opinión de 11 críticos.

## Curiosidades
- El rodaje fue interrumpido durante varias semanas debido a problemas financieros
- Escenas donde se mostraba la infancia de Odd y Stormy se eliminaron del filme
- Lily Collins, Emma Roberts, Kat Dennings y Portia Boubleday fueron consideradas para interpretar el papel de Stormy. De entre todas, la preferida para ello era Lily Collins pero lo rechazó en favor de Blancanieves Mirror Mirror.
- Tim Robbins se consideró para el papel del jefe de policía Porter y Kevin J O'Connor para el de Bob el hongo.

## La novela
Es una adaptación del libro de Dean Koontz, que se ha traducido en los países hispanohablantes por "Mi nombre es Raro Thomas" (por significar odd, raro en inglés), frase con la que empieza la novela (y también la película). Consta de 376 páginas.
Se publicó en 2003 (en 2007 en España) y es el primero de una serie de siete novelas que cuentan, con un narrador en primera persona, las aventuras de Odd Thomas. La segunda novela de la saga es Forever Odd (2005) y la tercera Brother Odd (2006).
También comprende una novela corta y dos novelas gráficas.